# Ночь на 14-й параллели
«Ночь на 14-й параллели» — советский полнометражный чёрно-белый приключенческий художественный фильм, поставленный в 1971 году на киностудии «Ленфильм» по повести Юлиана Семёнова «Он убил меня под Луанг-Прабангом».

## Сюжет
Действие происходит в одной из стран Индокитая, народы которой много лет ведут борьбу с американской агрессией.[уточнить]
Советский журналист Дмитрий Степанов возвращается с поля сражения, торопясь передать репортаж в свою газету. Его машину преследует американский вертолёт, пилот которого — Эд Стюарт, с которым Степанов дружил когда-то.

## В ролях
- Валентин Гафт — Эд Стюарт, американский лётчик
- Всеволод Платов — Дмитрий Степанов, советский журналист
- Елена Козелькова — Джейн
- Жанна Ковенчук — Кемлонг
- Наталья Аринбасарова — мадам Тань
- Талгат Нигматулин — Ситонг
- Мажит Бегалин — Кхам Бут
- Алексей Полевой — Файн
- Герман Юшко — Билл
- Валерий Ольшанский
- Геннадий Полока
- Елеубай Умурзаков — Ка-Кху
- Владимир Эренберг — Маффи
- Пётр Шелохонов — редактор газеты в Москве

## Съёмочная группа
- Сценаристы: Юлиан Семёнов, Владимир Шредель
- Режиссёр: Владимир Шредель
- Оператор: Владимир Бурыкин
- Композитор: Мурад Кажлаев
- Звукорежиссёры: Семен Шумячер, Галина Голубева
- Художник-постановщик: Василий Зачиняев
- Монтаж: Мария Амосова